# Kerry Carpenter
Kerry Carpenter (Eustis, Florida, 2 de septiembre de 1997) es un jugador profesional estadounidense de béisbol que se desempeña en la posición de jardinero derecho en Detroit Tigers, equipo de las Grandes Ligas de Béisbol (MLB).

## Carrera
Fue seleccionado en la 19.ª ronda en el Draft de la MLB de 2019. En 2022 hizo su debut profesional con el equipo Detroit Tigers, donde lleva jugando tres temporadas.